# Mazda EX005 Hybrid
La Mazda EX005 Hybrid est un concept-car du constructeur automobile japonais Mazda, présenté au salon de Tokyo en 1970.
Son design est celui d'une bulle, offrant une large verrière panoramique dans laquelle les passagers sont assis dos-à-dos.
Son pilotage est effectué à l'aide d'un joystick, ses roues sont disposées en losange et sa motorisation hybride utilise un moteur rotatif pour recharger des batteries qui alimentent des moteurs électriques.